# Аксиома независимости выбора
Аксиома независимости выбора — аксиома теории потребительского поведения и выбора, утверждающая, что удовлетворение потребителя зависит только от количества потребляемых им благ и не зависит от количества благ, потребляемых другими. Аксиома независимости выбора означает, что «потребителю не знакомы чувства зависти и сострадания. В принципе и от этой аксиомы можно отказаться, что иногда и делается, в частности при анализе процессов потребления, сопровождающихся внешними эффектами и внешними затратами».

## Экономический смысл
Аксиома независимости потребителя является необходимым условием суверенитета потребителя. Суверенитет предполагает, что предпочтения потребителей не зависят от предпочтений и/или действий других агентов (потребителей или фирм). В этом случае потребитель принимает решение о покупке свободно, без принуждения и опираясь только на свой собственный рациональный выбор. Говорят, что потребитель голосует рублем.

## Нарушение аксиомы
Наиболее распространенными случаями нарушения аксиомы независимости выбора являются эффекты, описанные Торстейном Вебленом в книге «Теория праздного класса». Выделяют следующие эффекты.
1. Эффект присоединения к большинству (эффект подражания) — благо тем привлекательнее для данного агента, чем большее количество других агентов его предпочитают. Примером может служить стадное поведение инвесторов, при котором они покупают актив, пользующимся спросом у других инвесторов. Высокий спрос воспринимается как сигнал качества.
2. Эффект сноба — благо тем привлекательнее для данного агента, чем меньшее количество других агентов его предпочитают. Сноб отказывается от приобретения товаров массового потребления или популярных брендов.
3. Эффект Веблена — благо тем привлекательнее, чем менее оно доступно для большинства в силу его высокой стоимости. В этом случае цена служит сигналом престижности для окружающих.

Нарушение аксиомы может приводит к нарушению закона спроса, когда зависимость индивидуального объема спроса от цены становится не отрицательной, а положительной.